# Meziválečné období v indicko-pákistánském sporu

## Období klidu v Kašmírském sporu
Po smrti Šástrího se na sklonku ledna 1966 stala v Indii premiérkou Indira Gándhíová. Zahájila užší spolupráci s USA, program v INC, který navrhovala se však stal jablkem sváru přímo uvnitř strany a o rok později se odštěpilo její pravé křídlo. To se spojilo s opozicí a velmi INC oslabilo v nadcházejících volbách. Volby v průběhu února roku 1967 znamenaly pro INC jen těsné vítězství. Gándhíová přijala na post vicepremiéra a ministra financí svého někdejšího rivala z lednu 1966 z volby premiéra Mórárdžího Désáího. Chtěla si tím upevnit pozici. V roce 1967 byl navíc prezidentem Indie zvolen první muslim – Zákir Husain, ten ale o dva roky později zemřel. 
Jeho smrti využila Gándhíová k soustředění moci a Désáí vystoupil na protest z vlády. Gándhíová navíc zahájila reformu finančního sektoru, zestátňování bank a celkové soustřeďování moci do svých rukou. 1. až 13. ledna 1971 proběhly volby, které drtivě vyhrála Gándhíová se svou frakcí INC.
V Pákistánu po podepsání Taškentské dohody došlo také k výrazným změnám. Zulfikár Alí Bhutto byl v červnu 1966 donucen pro své militantní názory opustit vládu. To nesl těžce a spolu s nacionalistickou částí armády pořádal proti režimu Muhammada Ajjíh Chána demonstrace. Bhutto byl v čele Národní lidové strany, která se hlásila k čínské podobě komunismu. 30. března 1967 vznikla další strana – Demokratické opoziční hnutí, které se rovněž účastnilo protestů. Obě strany se shodovaly pouze na změně režimu v zemi v neprospěch Chána. Ten na podzim roku 1968 oslavoval deset let u moci, což demonstrace posílilo. 
Muhammad Ajjúb Chán byl donucen 17. února 1969 rezignovat (tehdy byl také zrušen po mnoha letech výjimečný stav) a moc předal jinému diktátorovi Jahjú Chánovi, který na nátlak opozice umožnil 1. 1. 1970 demokratické volby. Ty měly neočekávaný výsledek, vyhrála organizace, která požadovala odtržení Východního Pákistánu (Bangladéše) a to se v roce 1971 skutečně stalo. V zemi propukal chaos a všechny tyto zmatky vyústily v prosinci 1971 k další válce mezi Indií a Pákistánem o Kašmír.
Další vývoj v oblasti je popsán v článku Rozpad Pákistánu.